# George J. Hatfield

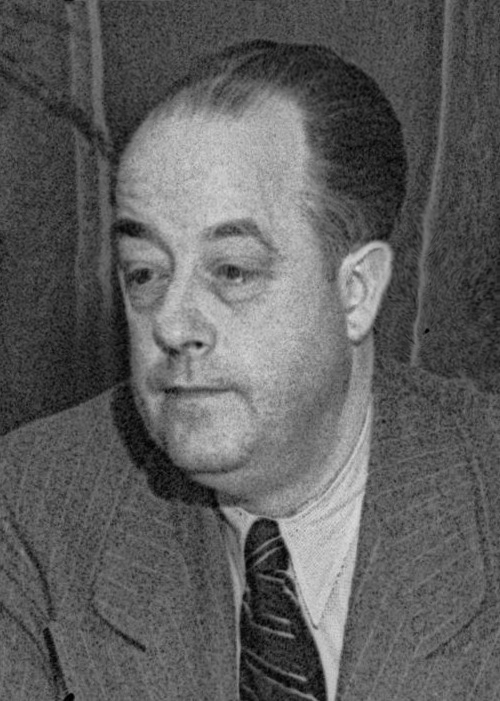
George J. Hatfield (1936)

George J. Hatfield (* 29. Oktober 1887 in Waterloo, Ontario, Kanada; † 15. November 1953 in Palo Alto, Kalifornien) war ein US-amerikanischer Jurist und Politiker. Zwischen 1935 und 1939 war er Vizegouverneur des Bundesstaates Kalifornien.

## Werdegang
George Hatfield wurde als Sohn amerikanischer Eltern in Kanada geboren. Nach einem Jurastudium und seiner Zulassung als Rechtsanwalt begann er in diesem Beruf zu arbeiten. Er lebte zumindest zeitweise in San Francisco und nahm als Soldat am Ersten Weltkrieg teil. Politisch schloss er sich der Republikanischen Partei an. Zwischen 1922 und 1936 gehörte er deren Staatsvorstand für Kalifornien an. Von 1925 bis 1933 war er Bundesstaatsanwalt für den nördlichen Distrikt von Kalifornien.
1934 wurde Hatfield an der Seite von Frank Merriam zum Vizegouverneur von Kalifornien gewählt. Dieses Amt bekleidete er zwischen 1935 und 1939. Dabei war er Stellvertreter des Gouverneurs und Vorsitzender des Staatssenats. Nach dem Ende seiner Zeit als Vizegouverneur blieb George Hatfield der Politik verbunden. Seit 1943 gehörte er dem Senat von Kalifornien an. In seinem Todesjahr galt er als wahrscheinlicher Kandidat für das Amt des Senatsvorsitzenden (President Pro Tempore). Hatfield war auch Mitglied mehrerer Organisationen und Vereinigungen. Er starb am 15. November 1953 in Palo Alto.